# Єнінек
Єнінек (пол. Jeninek, нім. Alt Gennin) — село в Польщі, у гміні Боґданець Ґожовського повіту Любуського воєводства.
Населення — 59 осіб (2011).

## Демографія
Демографічна структура станом на 31 березня 2011 року:
|          | Загалом | Допрацездатний вік | Працездатний вік | Постпрацездатний вік |
| -------- | ------- | ------------------ | ---------------- | -------------------- |
| Чоловіки | 30      | 6                  | 23               | 1                    |
| Жінки    | 29      | 6                  | 15               | 8                    |
| Разом    | 59      | 12                 | 38               | 9                    |